# Linda Hunt
Linda Hunt, właściwie Lydia Susanna Hunter (ur. 2 kwietnia 1945 w Morristown) – amerykańska aktorka teatralna, telewizyjna i filmowa, zasłynęła jako jedyny w historii odtwórca roli płci przeciwnej uhonorowany Oscarem za postać drugoplanową (za film Rok niebezpiecznego życia z 1982 roku). W serialu CBS Agenci NCIS: Los Angeles występowała jako szefowa operacyjna Henrietta „Hetty” Lange.

## Życiorys
Urodziła się w Morristown w New Jersey. Jej ojciec, Raymond Davy Hunt (1902–1985), był wiceprezesem spółki naftowej Harper Fuel Oil. Jej matka, Elsie Doying Hunt (1903 - ok. 1994), była nauczycielką gry na fortepianie, która uczyła w Westport School of Music i występowała z chórem kościelnym Congregational Church w Westport w Connecticut, gdzie wychowywała się Hunt ze starszą siostrą Marcią (ur. 1940). Kiedy była nastolatką zdiagnozowano u niej karłowatość niedoczynności przysadki; mierzy 145 cm wzrostu. Uczęszczała do Interlochen Arts Academy. Ukończyła Goodman School of Drama w Chicago w Illinois, na Uniwersytecie DePaula.
W 1972 trafiła na Broadway w Hamlecie. Wystąpiła potem w broadwayowskich spektaklach takich jak Ach pustynio! Eugene’a O’Neilla (1975) jako Norah, Małe zwycięstwa (1983) i Top Girls (1983) jako Papieżyca Joanna. W 1984 była nominowana do nagrody Tony za rolę Audrey Wood w Końcu świata.
Na dużym ekranie debiutowała w przygodowej komedii muzycznej Roberta Altmana Popeye (1980) u boku Robina Williamsa i Shelley Duvall. Dwa lata później została dostrzeżona w melodramacie Petera Weira Rok niebezpiecznego życia (1982) z Melem Gibsonem w męskiej roli Billy’ego Kwana, fotografa oprowadzającego australijskiego dziennikarza po Dżakarcie w przeddzień upadku Sukarno. W następnym roku za tę rolę zdobyła Oscara dla najlepszej aktorki drugoplanowej.
Ma na swoim koncie szereg różnorodnych ról filmowych, zagrała m.in. w Diunie (1984), Bostończykach (1984), westernie Silverado (1985), Gliniarzu w przedszkolu (1990) i Prêt-à-Porter (1994).
Często podkłada głos w filmach animowanych lub dokumentalnych i grach komputerowych.

## Życie prywatne
Jest lesbijką. W 1978 związała się z psychoterapeutką Karen Kline, którą poślubiła w 2008.

## Filmografia

### Filmy fabularne
- 2009: The Crooked Eye jako narrator Sharon
- 2008: Once Upon a Tide jako narrator
- 2006: Przypadek Harolda Cricka (Stranger Than Fiction) jako dr Mittag-Leffler
- 2005: Twoje, moje i nasze (Yours, Mine and Ours) jako pani Munion
- 2002: Znamię (Dragonfly) jako siostra Madeline
- 2000: Przez żołądek do serca (Eat Your Heart Out) jako Kathryn
- 1998: Pocahontas 2: Podróż do Nowego Świata (Pocahontas II: Journey to a New World) jako babcia Wierzba (głos)
- 1997: Relikt (The Relic) jako dr Ann Cuthbert
- 1995: The New Chimpanzees jako narrator
- 1995: Pocahontas jako babcia Wierzba (głos)
- 1994: Prêt-à-Porter jako Regina Krumm
- 1994: Maverick jako Magik (sceny usunięte)
- 1993: Dwadzieścia dolców (Twenty Bucks) jako Angeline
- 1993: Younger i Younger (Younger and Younger) jako Frances
- 1992: Rain Without Thunder jako Atwood Society Director
- 1992: Nonesense and Lullabyes: Nursery Rhymes
- 1992: Nonesense and Lullabyes: Poems
- 1991: Szpieg bez matury (If Looks Could Kill) jako Ilsa Grunt
- 1990: Gliniarz w przedszkolu (Kindergarten Cop) jako panna Schlowski
- 1989: Diablica (She-Devil) jako Hooper
- 1987: Pokój na piętrze (The Room Upstairs) jako pani Sanders
- 1987: Basements jako Rose
- 1987: Waiting for the Moon jako Alice B. Toklas
- 1985: Eleni jako Katina
- 1985: Silverado jako Stella
- 1984: Bostończycy (The Bostonians) jako dr Prance
- 1984: Diuna (Dune) jako Shadout Mapes
- 1982: Rok niebezpiecznego życia (The Year of Living Dangerously) jako Billy Kwan
- 1980: Popeye jako pani Oxheart
- 1976: Ah, Wilderness! jako Nora

### Seriale telewizyjne
- 2009–2023: Agenci NCIS: Los Angeles jako Henrietta „Hetty” Lange
- 2009: Bez skazy (Nip/Tuck) jako Głos władzy (głos)
- 2008: Bez śladu (Without a Trace) jako dr Clare Bryson
- 2007–2008: Jednostka (The Unit) jako dr Endora Hobbs
- 2003–2005: Carnivàle jako kierownik (głos)
- 1997–2002: Kancelaria adwokacka (The Practice) jako sędzina Zoey Hiller
- 1993: Space Rangers jako komandor Chennault
- 1989: Nightmare Classics jako narratorka (głos)
- 1978: Hallmark Hall of Fame jako Mona

## Nagrody
- Nagroda Akademii Filmowej Najlepsza aktorka drugoplanowa: 1984 Rok niebezpiecznego życia